# 雷布克
雷布克是德国下萨克森州的一个市镇。总面积11.35平方公里，总人口683人，其中男性338人，女性345人（2011年12月31日），人口密度60人/平方公里。